# Vale Beijing
Le Vale Beijing est un navire minéralier lancé en 2011. Il est le second exemplaire de very large ore carrier (VLOC) de la flotte dite « Valemax » appartenant à la compagnie minière brésilienne Vale. En 2012 Les Valemax sont considérés comme les plus grands minéraliers du monde.

## Histoire
Le Vale Beijing est construit en 2011 par le chantier naval coréen STX Offshore & Shipbuilding. Il est livré le 27 septembre à Vale.
Il est victime d'une rupture de ses ballasts lors de son premier chargement le 6 décembre 2011, ce qui nécessite un retour au chantier pour inspection. La coque a montré plusieurs fissures.
Après plusieurs mois de réparation, il reprend son service en juillet 2012.